# Pixeline
Pixeline er en dansk computerspil-serie, primært rettet mod børn i alderen 4-12 år, udviklet af Studio 1-2 og udgivet af Krea Medie A/S. Formålet med spillene er at engagere børn i en række minispil, der fokuserer på læring gennem grundlæggende skoleaktiviteter som bla. læsning og matematik.
Pixeline optrådte første gang i computerspillet Pixeline: Syng, leg og lær som blev udgivet i 1995. Spillet blev produceret af Studio 1-2 i Herning. Pixeline-konceptet blev udviklet af Steen Gyldendal, mens Rune Lünell stod for tilrettelæggelsen. Figuren Pixeline blev tegnet af Lars Roersen Nielsen og programmeringen blev udført af Casper Bach Andersen. Titelmelodien til det første spil, blev fremført af den fynske folk-duo Lasse & Mathilde.
I 1996 udkom det andet Pixeline-spil og her leverede Maria Bramsen vokal til titelsangen - arrangeret af Simon West. Blandt de øvrige medvirkende på indspilningen var Lars Danielsson - bas, Søren Frost - trommer, Steffen Qwist - guitar og Poul Halberg - guitar.
Serien består af i alt 16 klassiske hovedtitler som fra 1994 til 2010 blev udgivet nærmest årligt på PC, med undtagelsen af Pixeline - og Drømmespejlet som udkom i 2008 på Nintendo DS. Disse spil følger Pixeline og hendes eventyr igennem forskellige scenarier og temaer, fra skov til sommerferie til det vilde vesten og junglen, som kan udforskes igennem en række minispil, ofte med optræden af Lillebror figuren, som er Pixelines lillebror, og kæledyrs fuglen Pip.
Udviklingen af Pixeline spillene blev først fortaget af Studio 1-2 men blev så købt op af KREA Medie A/S til at skabe KreaGAMES i 2005, som stod for udviklingen af seriens spil i kort tid indtil Pixeline blev solgt til det nordiske firma Egmont Kids Media i 2012. Pixeline - Stjernehotellet er det eneste reelle spil i serien som er udviklet af EKM som udkom på mobil, men senere blev det taget ned, med over 1,2 millioner downloads på iTunes og Google Play. I stedet blev der udviklet et nyt spil, Silkes mobil, til den nye generation på Apples App Store som omhandler Pixelines lillesøster, Silke.

## Hovedserien

### PC
- Pixeline: Syng, leg og lær (1994)
- Pixeline: og hulen i træet (1996)
- Pixeline: på bedstemors loft (1997)
- Pixeline: og huset i eventyrskoven (1998)
- Pixeline: i sommerhuset (1999)
- Pixeline: for fulde sejl (2000)
- Pixeline: fuld af fis og ballade (2001)
- Pixeline: Kong Gulerod (2002)
- Pixeline: I Det Vilde Westen (2003)
- Pixeline: Hotel Skrottenborg (2004)

KreaGAMES overtog udviklingsprocessen i 2005.
- Pixeline: Stjernestøv (2005)
- Pixeline: i Pixieland (2006)
- Pixeline: Magi i Pixieland (2007)
- Pixeline: Drager over Pixieland (2008)
- Pixeline: Jungleskatten (2010)

### Nintendo DS
- Pixeline: og Drømmespejlet (2008)
- Pixeline: Jungleskatten
- Pixeline: Kaos i Kommakøbing

### IOS/Android
- Pixeline: Stjernehotellet (2012)

### Pixeline Skolehjælp
- Pixeline Skolehjælp: Dansk – Pixeline får det sidste ord (2005)
- Pixeline Skolehjælp: Matematik – Pixeline regner den ud (2005)
- Pixeline Skolehjælp: Naturfag – Lær om dyr og planter (2005)
- Pixeline Skolehjælp: Engelsk – My name is Pixeline (2005)
- Pixeline Skolehjælp: Dansk 2 – Pixeline i bogstavjunglen (2006)
- Pixeline Skolehjælp: Matematik 2 – Pixelines regneræs (2006)
- Pixeline Skolehjælp: Engelsk 2 – Pixeline goes to London (2006)
- Pixeline Skolehjælp: Trafiksikker – Pixelines skolevej (2006)
- Pixeline Skolehjælp: Lær at Læse – Det magiske bibliotek (2007)
- Pixeline Skolehjælp: Lær om Dyr – Dyrequizzen (2007)
- Pixeline Skolehjælp: Lær om Geografi – Danmark på spil (2007)
- Pixeline Skolehjælp: Lær om Kroppen – Rejsen til kroppens indre (2007)
- Pixeline Skolehjælp: Lær om Førstehjælp – Det lille bjørnehospital (2008)
- Pixeline Skolehjælp: Lær om Klima & Vejr – Vejr og vind med samme sind (2008)
- Pixeline Skolehjælp: Lær om Regning – Talmesterens labyrint (2008)
- Pixeline Skolehjælp: Lær om Vikingerne – Kongekampen (2008)
- Pixeline Skolehjælp: Sikker på Cykel – Byens bedste bud (2009)
- Pixeline Skolehjælp: Lær at Stave – Stavning eller kaos (2009)
- Pixeline Skolehjælp: Dinosaurer – De frygtelige øgler (2009)
- Pixeline Skolehjælp: Learning English – Money or nothing (2009)

### Nintendo DS
- Pixeline Skolehjælp: Dansk – Kaos i Kommakøbing (2009)
- Pixeline Skolehjælp: Matematik – Tåger over Talstrup (2009)
- Pixeline Skolehjælp: Engelsk - Goes to London (2009)

## Spinoffs

### Lillebror
- Pixelines lillebror[7] (2000)
- Pixelines lillebror: Buler i bolledejen (2001)

### Silke
Silke er Pixelines lillesøster-serien
- Silke, Pixelines Lillesøster: Syng, Leg Og Lær (2007)
- Silke, Pixelines Lillesøster: Hønsefødder og Gulerødder (2008)
- Silke, Pixelines Lillesøster: Mæh, siger det lille monster (2009)
- Silke, Pixelines Lillesøster: Der bor en bager (2009)
- Silke, Pixelines Lillesøster: Kan du klokken? (2011)
- Silke, Pixelines Lillesøster: Kan du alfabetet? (2011)

## Pixelineland
Den 5. april 2014 åbnede Pixelineland i oplevelsesparken Universe på Als nær Sønderborg.
Parken er en 2.500 m² stor interaktiv by som indeholder figurer fra Pixeline universet og hvor børn og voksne kan spille Pixeline spil i butiksvinduerne, få et kram af Pixeline eller lege på legepladsen og spise deres medbragt mad i parkområdet.